# Tupolev Tu-104
Tupolev Tu-104 a fost primul avion cu reacție sovietic de pasageri și al patrulea avion comercial cu reacție din lume după de Havilland Comet, Avro Jetliner și Sud Caravelle. Intrând în serviciu în 1956, cu compania Aeroflot, a fost al doilea avion de asemenea tip în serviciu regulat de pasageri.

## Construcție
Sovieticii doreau un avion de capacitate mare, capabil să transporte mulți pasageri pe distanțe mediu curier, în special pe rute interne din Uniunea Sovietică (unde cererea era mare), cât și pe rute europene. Alegerea unui model cu reacție a fost făcută datorită existenței unui model militar (bombardierul Tu-16) care era adaptabil nevoilor civile. Fuzelajul a fost lărgit, pentru a permite o capacitate mai mare, și presurizat, pentru a putea transporta pasageri la altitudini mai mari decât cele ale modelelor contemporane.

## Producție și serviciu

Tupolev Tu-104

Producția a fost impresionantă — modernitatea avionului a făcut ca aproape 200 de bucăți să fie livrate Aeroflot în numai 5 ani, devenind rapid principalul avion pe rutele interne și europene ale companiei, înlocuind vechile Lisunov Li-2 (similar, alte avioane de primă generație, precum Douglas DC-8, Boeing 707 sau Sud Caravelle, au fost livrate în cantități mari — viteza, confortul și capacitatea fiind avantajele principale). Deși singurul alt operator al modelului a fost CSA (Linia Aeriană Cehoslovacă), care a achiziționat 10 avioane, Aeroflot a menținut modelul în serviciu până în 1980, o perioadă foarte lungă pentru un avion cu reacție de primă generație, dovedind succesul avionului. Modelul a fost înlocuit, începând cu mijlocul anilor 1960, de Tupolev Tu-134, avioanele scoase din serviciu fiind date Armatei Roșii.
Astăzi, nici unul din aceste avioane nu mai zboară, autoritățile sovietice retrăgând ultimul avion într-un muzeu în 1986. Se depun eforturi în Rusia pentru renovarea unui astfel de avion spre a putea zbura din nou.

## Modele
- Tupolev Tu-104 — Varianta inițială, cu capacitate de 50 de pasageri.
- Tupolev Tu-104A — Model lărgit, cu motoare îmbunătățite, și o capacitate de 70 de pasageri. *Modelul standard de producție.
- Tupolev Tu-104D — Model lărgit, obținut din modificarea unui Tu-104A, cu capacitate de 85 pasageri.
- Tupolev Tu-104B — Model lărgit din construcție, cu motoare mai performante, și cu o capacitate de 80-100 pasageri în configurație maximă.
- Tupolev Tu-107 — O variantă militară cu rampă dorsală de încărcare. Nu a intrat în producție.
- Tupolev Tu-110 — O variantă cvadri-motoare a modelului, pentru operațiuni deasupra mărilor și export — doar 3 au fost produse, ca prototipuri.
- Tupolev Tu-127 — O variantă scurt curier a modelului, de capacitate mai mică, dar și cu cerințe mai mici, produsă în 165 de exemplare.

## Performanțe
- Echipaj: 7
- Capacitate: 50-100 pasageri, tipic 70 în configurație exclusiv economic (modelul A) sau 56+4 în configurație 2 clase.
- Lungime: A: 38.85m B: 40.05 m
- Lungime aripi: A: 34.54 m B: 37.05 m
- Înălțime: 11.90 m
- Masă proprie: 41,6 t
- Masă maximă autorizată la decolare (MTOW) : 76 t
- Propulsie: 2 × turboreactoare Mikulin AM-3M-500 de 77.5 kN fiecare (modelul A) sau 95.1 kN fiecare (modelul B)
- Viteză maximă: 950 km/h
- Viteză de croazieră : 775 km/h
- Autonomie maximă: A : 2650 km (1,430 mn) B: 2100 km
- Plafon maxim autorizat de serviciu : 11,500 m

## Modele comparabile
Tu-104 este unul din primele avioane cu reacție de pasageri, fiind comparabil ca tehnologie (pe lângă modelele derivate) cu De Havilland Comet, cu care însă nu a împărtășit problemele constructive. Alte modele de avioane de succes de primă generație sunt Sud Caravelle Douglas DC-8 și Boeing 707.